# Acanthopelma beccarii
Acanthopelma beccarii é uma espécie de aranha pertencente à família Theraphosidae (tarântulas). 
A espécie é endêmica da Guiana.